# Allodonta plebeja
Allodonta plebeja är en fjärilsart som beskrevs av Charles Oberthür 1881. Allodonta plebeja ingår i släktet Allodonta och familjen tandspinnare. Inga underarter finns listade i Catalogue of Life.